# 南区 (広島市)
南区（みなみく）は、広島市を構成する8つの行政区の一つ。1980年（昭和55年）4月1日に、広島市の政令指定都市移行と同時に設置された。

## 地理
南区は太田川が河口で枝分かれする6本の川のうち、京橋川と猿猴川に挟まれた三角州を中心とする地域で、区域の北部にはJR広島駅、南部には広島港と、広島市の陸と海、両方の玄関を持つ。
近年は段原地区の再開発とともに広島イーストが建設されたり、宇品地区においては広島港宇品地区港湾環境整備事業により出島と宇品地区の間にあった内港の埋め立てが1998年に竣工し、大規模な商業施設の出店するなど、都市機能の集積が高まっている。
広島大学の附置施設である広島大学原爆放射線医科学研究所や日本政府とアメリカ政府により設置・運営されている放射線影響研究所がある。

### 環境
区内には比治山や黄金山、ほぼ全体が瀬戸内海国立公園特別地域に指定されている元宇品（宇品島）などの自然の緑地が、数多く残る。また、似島や金輪島などの島しょ部を有する。
区章は平和のシンボルのハトが飛び立つ姿と区名のミナミを組み合わせて図案化し、中央に市のマークを入れ、市とともに南区の平和と飛躍を表したもの。

### 隣接する自治体・行政区
陸上（河川）で隣接
- 広島市 （中区、東区、安芸区）
- 安芸郡府中町
- 安芸郡坂町

海上で隣接
- 江田島市

### 町名
<>内は地区名である。
| - <青崎（あおさき）> - 青崎（あおさき） - 東青崎町（ひがしあおさきちょう） - <旭町（あさひまち）> - 旭（あさひ） - 西旭町（にしあさひまち） - 稲荷町（いなりまち） - <宇品（うじな）> - 宇品海岸（うじなかいがん） - 宇品神田（うじなかんだ） - 宇品西（うじなにし） - 宇品東（うじなひがし） - 宇品町（うじなまち） - 宇品御幸（うじなみゆき） - 元宇品町（もとうじなまち） - 猿猴橋町（えんこうばしちょう） - 黄金山町（おうごんざんちょう） - 大須賀町（おおすがちょう） - 大州（おおず） - <大河（おおこう）> - 北大河町（きたおおこうちょう） - 南大河町（みなみおおこうちょう） - <霞（かすみ）> - 霞（かすみ） - 西霞町（にしかすみちょう） - 東霞町（ひがしかすみちょう） - <蟹屋（かにや）> - 西蟹屋（にしかにや） - 南蟹屋（みなみかにや） | - 京橋町（きょうばしちょう） - 金屋町（きんやちょう） - 楠那町（くすなちょう） - 小磯町（こいそちょう） - <荒神（こうじん）> - 荒神町（こうじんまち） - 西荒神町（にしこうじんまち） - 東荒神町（ひがしこうじんまち） - <東雲（しののめ）> - 東雲（しののめ） - 上東雲町（かみしののめちょう） - 東雲本町（しののめほんまち） - <丹那（たんな）> - 丹那町（たんなちょう） - 丹那新町（たんなしんまち） - <段原（だんばら）> - 段原（だんばら） - 段原日出（だんばらひので） - 段原日出町（だんばらひのでちょう） - 段原南（だんばらみなみ） - 段原山崎（だんばらやまさき） - 段原山崎町（だんばらやまさきちょう） - 月見町（つきみちょう） - 出汐（でしお） - 出島（でじま） - 似島町（にのしまちょう） | - <仁保（にほ）> - 仁保（にほ） - 仁保沖町（にほおきまち） - 仁保新町（にほしんまち） - 仁保町 - 仁保南（にほみなみ） - 日宇那町（ひうなちょう） - 東駅町（ひがしえきまち） - <比治山（ひじやま）> - 比治山町（ひじやまちょう） - 比治山公園（ひじやまこうえん） - 比治山本町（ひじやまほんまち） - 堀越（ほりこし） - <本浦（ほんうら）> - 本浦町（ほんうらちょう） - 西本浦町（にしほんうらちょう） - 東本浦町（ひがしほんうらちょう） - 松川町（まつかわちょう） - 松原町（まつばらちょう） - 的場町（まとばちょう） - <翠町（みどりまち）> - 翠（みどり） - 西翠町（にしみどりまち） - 皆実町（みなみまち） - <向洋（むかいなだ）> - 向洋大原町（むかいなだおおはらちょう） - 向洋沖町（むかいなだおきまち） - 向洋新町（むかいなだしんまち） - 向洋中町（むかいなだなかまち） - 向洋本町（むかいなだほんまち） - 山城町（やましろちょう） |

### 島嶼
- 似島（似島町）
- 金輪島（宇品町）
- 峠島（仁保町）

### 人口の変遷
- 1980年 151,534
- 1985年 147,541
- 1990年 143,938
- 1995年 138,208
- 2000年 135,467
- 2005年 137,874
- 2010年 138,190
- 2015年 142,728
- 2020年 142,256

## 公共施設

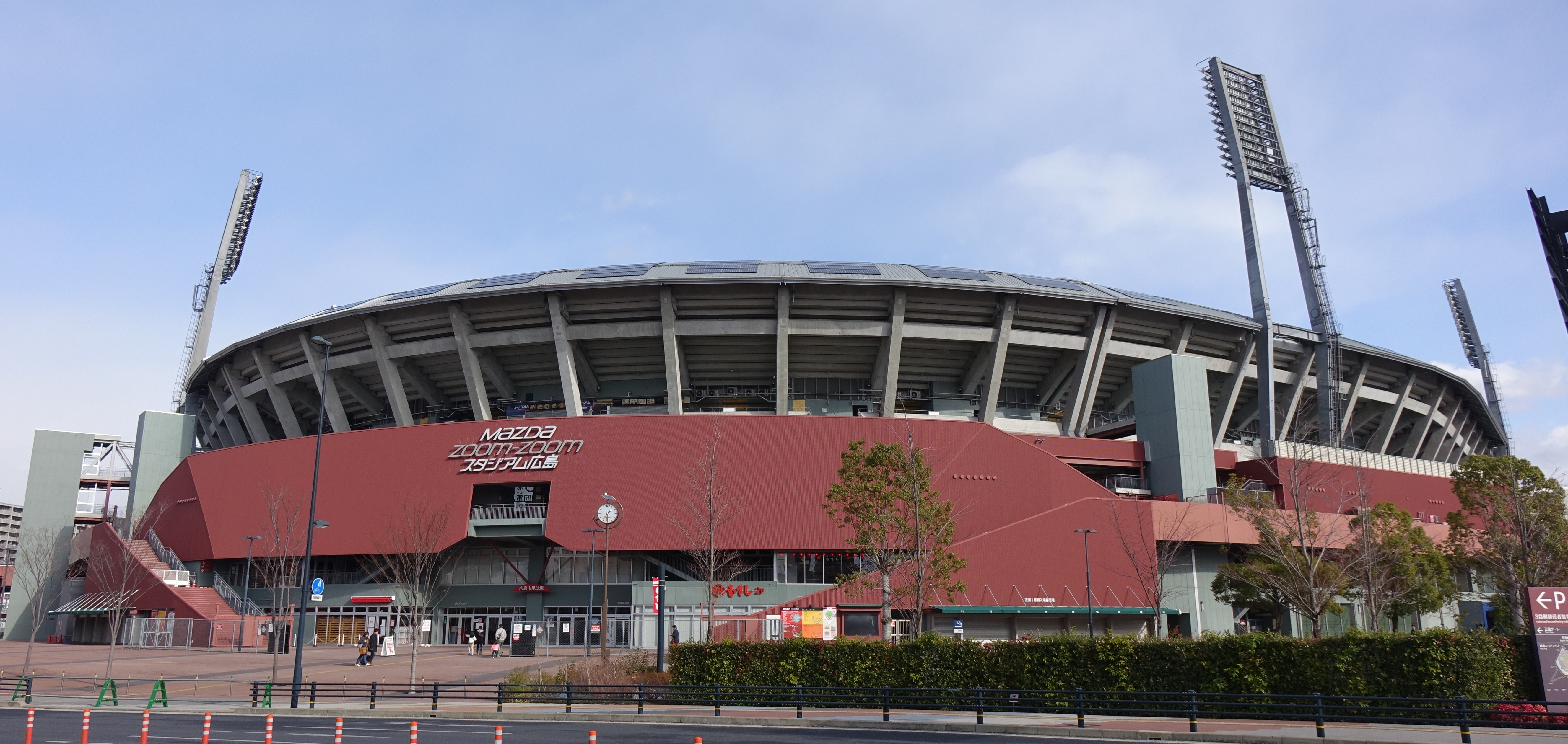
MAZDA Zoom-Zoomスタジアム広島

### 文化施設
- 広島市立まんが図書館
- 広島市立南区図書館
- 南区民文化センター
- スポーツ施設
  - MAZDA Zoom-Zoom スタジアム広島
  - 広島競輪場
  - ウインズ広島
  - 広島市南区スポーツセンター
  - フットサルドームピヴォックス広島
  - 宇品体育館
  - 出島屋内プール
  - 東雲屋内プール
- 美術館
  - 広島市現代美術館
- 歴史資料館
  - 広島市郷土資料館（旧宇品陸軍糧秣支廠）
- 研修施設
  - 広島市似島臨海少年自然の家
- 展示施設
  - 広島県立広島産業会館
- 主要な公園
  - 黄金山緑地（黄金山）
  - 比治山公園（比治山）
  - 千田廟公園
  - 広島みなと公園
  - 元宇品公園

### メディア
- 放送局
  - テレビ新広島（地上波テレビ）
  - 広島エフエム放送（FMラジオ）：
  - ひろしまケーブルテレビ本部（ケーブルテレビ）
    - 広島シティケーブルテレビとして開局した

### 官公庁
- 広島市南区役所
  - 似島出張所
  - 青崎連絡所
- 広島市南消防署
- 広島県広島南警察署
- 国税庁広島国税局広島南税務署
- 海上保安庁第六管区海上保安本部

### 主要な医療機関
- 広島大学病院
- 県立広島病院

### 研究機関
- 放射線影響研究所
- 広島大学原爆放射線医科学研究所

### 水道施設
- 広島市下水道局
  - 大州雨水貯留池（マツダスタジアム下）
  - 旭町下水処理場
  - 大洲下水処理場

## 産業
宇品に広がるマツダとその関連会社をはじめ、重工業中心に工場が数多く立地。広島駅が立地することでJR関連の会社も多く存在している。また、全国的企業のクマヒラやカルビーの創業の地でもある。

### 南区に本社を置く企業
| - イズミ - いくえい塾 - インタフェース - 熊平製作所 - 警備開発 - サンフーズ - 寿老園 - 瀬戸内海汽船 - 中国SC開発 | - JRバス中国 - TSSプロダクション - テンパール工業 - 広島ガス - 5コーポレーション - 富士通中国システムズ - フジ（登記上の本店は愛媛県松山市） - マツダレンタカー - マツダE&T |

### 南区に拠点を持つ企業
- マツダ宇品工場
- グランドプリンスホテル広島

2000年代初めまで、カルビーの工場が南区内に存在したが閉鎖されている。

### デパート・大規模商業施設
以下に記載する商業施設は大規模で広域集客力のあるものに限定し、店舗の大まかな説明も記載している。百貨店はサテライト店舗でないもの、ショッピングセンターは原則10,000m2以上（参照）としている。ただし、施設が集積しているなどしている場合は、例外的に掲載している場合もある。
- 福屋広島駅前店（エールエールA館） - 広島駅前南口Aブロックに出店する百貨店。市内に3つある福屋の店舗の内の一つである。松原町にある。
- ゆめタウン広島 - イズミが広島市中心部に久方ぶりに出店した大型ショッピングセンター。皆実町にある。
- ゆめタウンみゆき - 当初はゆめタウン広島を補完する店舗として設置。
- イオン宇品ショッピングセンター - イオングループが出店した大型ショッピングセンター。宇品東にある。
- ひろしま駅ビル ASSE・広島新幹線名店街 - 広島駅に付随する駅ビル。松原町にある。
- 広島イースト（広島段原ショッピングセンター・広島イーストビル）- 商業棟（広島段原ショッピングセンター、イオンシネマ）とオフィス棟（広島イーストビル）の2館で構成される複合商業施設。段原南にある。
- ひろしまMALL - ベスト電器が運営する商業施設。『ベスト電器B・B広島店』や『ライフスタイル太陽』など。以前は日本最大の家電店『ベスト電器広島本店』だった。西蟹屋にある。
- ベイシティ宇品（エディオン宇品店・フレスタベイシティー宇品店・トイザらス広島宇品店・スポーツオーソリティ広島店） - 宇品地区の内港埋立地に1998年に開業した商業施設。エディオン宇品店は開店当初はデオデオ宇品店。

## 教育

### 大学
国公立
- 広島大学（霞キャンパス）
- 県立広島大学（本部キャンパス）：旧広島女子大学

私立
- 広島都市学園大学（宇品キャンパス）

### 専門学校
- 穴吹デザイン専門学校
- 小井手ファッションビューティ専門学校
- 広島芸術専門学校
- 広島情報専門学校
- 広島デンタルアカデミー専門学校

### 高等学校
| 国立 - 広島大学附属高等学校 公立 - 広島県立広島皆実高等学校 - 広島県立広島工業高等学校 - 広島市立広島工業高等学校 | 私立 - 進徳女子高等学校 - 比治山女子高等学校 - クラーク記念国際高等学校広島キャンパス |

### 中学校
国立
- 広島大学附属中学校
- 広島大学附属東雲中学校

公立
- 広島市立大州中学校
- 広島市立段原中学校
- 広島市立翠町中学校
- 広島市立仁保中学校
- 広島市立楠那中学校
- 広島市立宇品中学校
- 広島市立似島中学校
- 広島市立似島学園中学校

私立
- 比治山女子中学校

### 小学校
国立
- 広島大学附属小学校
- 広島大学附属東雲小学校

公立'
| - 広島市立荒神町小学校 - 広島市立大州小学校 - 広島市立青崎小学校 - 広島市立段原小学校 - 広島市立比治山小学校 - 広島市立皆実小学校 - 広島市立翠町小学校 - 広島市立大河小学校 - 広島市立黄金山小学校 | - 広島市立仁保小学校 - 広島市立楠那小学校 - 広島市立宇品東小学校 - 広島市立宇品小学校 - 広島市立元宇品小学校 - 広島市立似島小学校 - 広島市立似島学園小学校 - 広島市立向洋新町小学校 |

### 幼稚園
私立
| - 比治山幼稚園（比治山本町） - 安芸幼稚園（比治山本町） - みみょう幼稚園（段原南） - 清美幼稚園（段原山崎町） - 広島マリア幼稚園（翠） - 親和幼稚園（翠） - あさひ幼稚園（旭） | - 谷の百合幼稚園（宇品神田） - フレーザー幼稚園（宇品御幸） - 本浦幼稚園（東本浦町） - 大洲幼稚園（大州） - 洋光幼稚園（向洋本町） - 青葉幼稚園（堀越） - 堀越幼稚園（堀越） |

### 保育園
公立
| - 広島市立荒神保育園（西蟹屋） - 広島市立大州保育園（大州） - 広島市立青崎保育園（向洋本町） - 広島市立皆実保育園（皆実町） - 広島市立大河保育園（北大河町） - 広島市立仁保新町保育園（仁保新町） | - 広島市立仁保保育園（仁保） - 広島市立楠那保育園（楠那町） - 広島市立宇品東保育園（宇品神田） - 広島市立元宇品保育園（元宇品町） - 広島市立出島保育園（出島） - 広島市立似島保育園（似島町） |

私立
| - 段原みみょう保育園（段原南） - みみょう保育園（東雲本町） - 第二みみょう保育園（東雲本町） - ナーガ保育園（宇品御幸） | - 第二ナーガ保育園（宇品神田） - 広島和光園保育所（宇品東） - うじな保育園（宇品御幸） |

### 特別支援学校
- 広島市立広島特別支援学校

### 職業訓練校
- 国立県営広島障害者職業訓練校

## 交通

### 鉄道
- 西日本旅客鉄道（JR西日本）
  - 山陽新幹線：広島駅
  - 山陽本線：天神川駅 - 広島駅
  - 芸備線：広島駅

なお、向洋駅はその名が区内の向洋地区に由来するが、所在地は安芸郡府中町である。
- 広島電鉄
  - 本線：広島駅停留場 - 猿猴橋町停留場 - 的場町停留場 - 稲荷町停留場
  - 皆実線（全線区内）：的場町停留場 - 段原一丁目停留場 - 比治山下停留場 - 比治山橋停留場 - 南区役所前停留場 - 皆実町二丁目停留場 - 皆実町六丁目停留場
  - 宇品線：皆実町六丁目停留場 - 広大附属学校前停留場 - 県病院前停留場 - 宇品二丁目停留場- 宇品三丁目停留場 - 宇品四丁目停留場 - 宇品五丁目停留場 - 海岸通停留場 - 元宇品口停留場 - 広島港（宇品）停留場

かつては日本国有鉄道（国鉄）宇品線が区域を通過していたが、南区の設置前に廃止されている。

### バス
- 広電バス
- 広島バス
- 芸陽バス

### 高速道路
- 広島呉道路：仁保JCT

- 広島高速2号線：大州出入口 - 東雲出入口 - 仁保出入口 - 仁保JCT
- 広島高速3号線：仁保JCT - 宇品出入口 - 出島出入口

- 海田大橋
- 広島呉道路にはかつて仁保ICが存在したが、広島高速2号線の開通に伴い廃止されている。

### 国道
- 国道2号
- 国道487号（宇品通り）

### 県道
- 広島県道84号東海田広島線
- 広島県道86号翠町仁保線
- 広島県道164号広島海田線

### 主な市道
- 広島市道霞庚午線

### 港
- 広島港

## 史跡・歴史的建造物
広島市の文化財(1)　有形文化財：建造物・広島市の文化財(10)　記念物：史跡・広島市の文化財(11)　記念物：名勝・広島市の文化財(12) 記念物：天然記念物・広島市の文化財(13)　登録文化財 より。
- 登録文化財（国登録）
  - 広島大学附属中学校・高等学校講堂
- 史跡（県指定）
  - 頼家の墓・植田艮背の墓（多聞院内）
  - 比治山貝塚
- 重要有形文化財（市指定）
  - 広島市郷土資料館（旧：宇品陸軍糧秣支廠、被爆建造物でもある）

## 南区出身の有名人
- 安藝ノ海節男（大相撲第37代横綱）
- 石井里佳（シンガーソングライター）
- 石田健大（プロ野球選手・横浜DeNAベイスターズ所属）
- 石本秀一（広島東洋カープ初代監督）
- 井口洋夫（化学者）
- 岩沢忠恭（政治家）
- 宇佐美塁大（元プロ野球選手・北海道日本ハムファイターズ）
- 扇ひろこ（歌手）
- 小川達明（元プロ野球選手）
- 小川美緒（ミュージカル俳優）
- 沖田芳夫（陸上競技選手）
- 大下容子（テレビ朝日アナウンサー）
- 金本知憲（元プロ野球選手・広島東洋カープ、阪神タイガースで活躍。前阪神タイガース監督）
- 上綱克彦（元柳ジョージ&レイニーウッド）
- 岸田文雄（政治家・第100代内閣総理大臣、元外務大臣）
- 岸谷香（歌手・元プリンセスプリンセスのボーカル、俳優岸谷五朗夫人）
- 吉川潔（軍人）
- 木庭教（プロ野球スカウト）
- 木原征治（フィールドホッケー選手）
- 木村和司（元サッカー選手）
- 小島朋之（政治学者）
- 糀場富美子（作曲家、編曲家）
- 児玉好雄（歌手、教育者）
- 小林躋造（軍人、政治家）
- 桜金造（コメディアン、俳優）
- 篠原聖（サッカー選手）
- 白石勝巳（元プロ野球選手）
- 下田崇（元プロサッカー選手）
- 新久千映（漫画家）
- 杉野希妃（女優・映画プロデューサー、映画監督）
- 角梨枝子（女優）
- 世良洋子（アナウンサー）
- 田川伸治（ミュージシャン）
- 高津臣吾（元プロ野球選手・東京ヤクルトスワローズ監督）
- 竹西寛子（小説家）
- 多田徳雄（バレーボール選手）
- 司裕介（俳優）
- 道面豊信（実業家・味の素社長）
- 永野重雄（実業家・新日本製鐵会長）
- 西本哲雄 （バレーボール選手）
- 野村弘樹 （元プロ野球選手）
- 野村守夫 （洋画家）
- 橋川文三（政治学者）
- 長谷川和彦（映画監督）
- 張本勲（元プロ野球選手・東映フライヤーズ、読売ジャイアンツ、ロッテ・オリオンズに在籍。現在は野球評論家。）
- 范文雀（女優）
- 平岡拓晃（柔道金メダリスト）
- 平田生雄（サッカー選手）
- 福井謙二（フジテレビアナウンサー）
- 福富邦夫（元プロ野球選手）
- 藤田雄山（政治家・第6代広島県知事、元参議院議員）
- 部谷京子（美術監督）
- ヘンリー・小谷（映画監督、カメラマン）
- 松尾孝（実業家・カルビー社長）
- 松田重次郎（実業家・マツダ社長）
- 水田伸生（テレビドラマ演出家、映画監督）
- 溝手顕正（参議院議員・元防災担当大臣）
- 無良隆志（フィギュアスケート選手）
- 森島寛晃（元サッカー選手）
- 森孝慈（元サッカー選手）
- 守山ちひろ（ミュージカル俳優）
- 矢沢永吉（ロック歌手）元CAROL
- 山崎芳樹（実業家・マツダ社長、サッカー選手）
- 山中秀樹（元フジテレビアナウンサー・現フリーアナウンサー）
- 山中雪人（日本画家）
- 山西義政（実業家・イズミ創業者）
- 山根恵里奈（サッカー選手）
- 山本和行（元プロ野球選手）
- 山本一義（元プロ野球選手）
- 山本圭壱（お笑い芸人・極楽とんぼ）
- 吉田拓郎（歌手）
- 吉田康弘（元サッカー選手）
- 和合英太郎（実業家）
- 和田郁次郎（北海道の開拓者）

## 市外局番・郵便番号
- 市外局番は区内全域082になる。
- 郵便番号は以下の通りとなっている。
  - 宇品郵便局：734-00xx、734-85xx、734-86xx、734-87xx、732-08xx、732-8501、8511、8564 - 8566、8568、8765[注釈 1]